# Edmond N’Tiamoah
Edmond N’Tiamoah (* 1. Februar 1981 in Agona Swedru) ist ein ghanaischer Fußballspieler, der auch die französische Staatsbürgerschaft besitzt.
In der Saison 2005/06 schoss er 17 Tore für den FC Luzern und war damit erheblich am Aufstieg in die höchste Spielklasse beteiligt. Besonders durch seine kämpferische Spielweise konnte er sich dort auszeichnen. Nach einem Abstecher zum FK Khazar Lankaran in Aserbaidschan kehrte er in die Schweiz zum Servette FC zurück, ehe er kurz für den Luzerner Hinterland-Klub FC Schötz spielte.
Von 2010 bis 2014 stand N’Tiamoah beim SC Kriens unter Vertrag. Zuerst zwei Jahre in der Schweizer Challenge League, nach dem Abstieg in der 1. Liga Promotion. Danach spielte er bis zum Sommer 2018 beim FC Ibach in der 2. Liga Interregional. Inzwischen hat N’Tiamoah seine Karriere beendet, obwohl er u. a. von den Senioren des FC Alpnach eine Offerte hatte.